# Joseph Lawende
Joseph Lawende (Varsovia, 9 de febrero de 1847-Londres, 9 de enero de 1925) fue un comerciante británico nacido en Polonia, que vivió en Whitechapel durante 1888 y declaró identificar a Jack el Destripador.
El haber observado al asesino en serie nunca identificado lo convirtió en el testigo más importante del caso. Lawende sugirió que el sospechoso era un obrero judío a quien conocía, pero se negó a acusarlo públicamente.

## Biografía

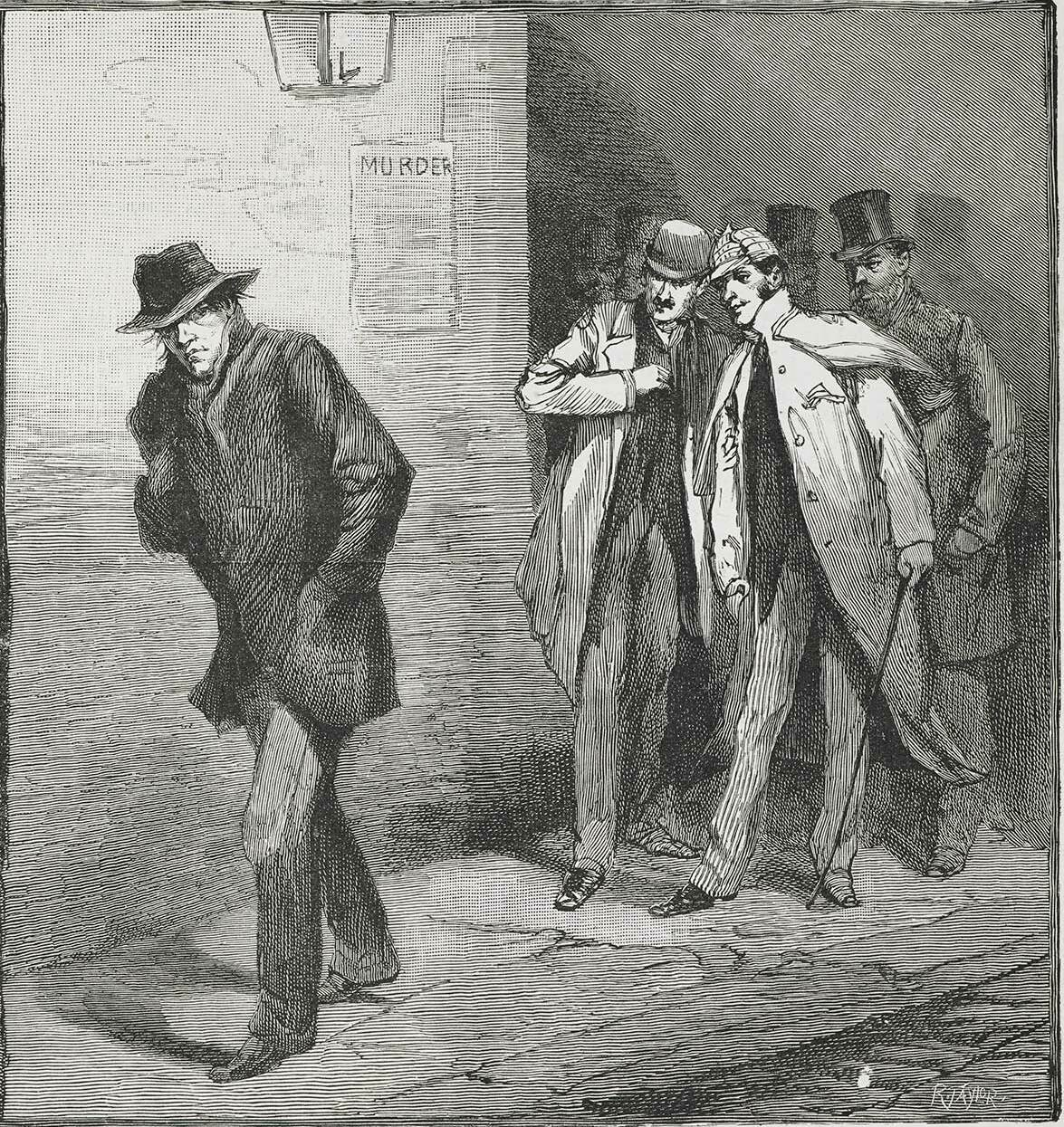
Testigos observan a Jack el Destripador, 1888.

Emigró al Reino Unido en 1871 y vivía de su tabaquería. Se casó con Annie Lowenthal en una sinagoga de Londres dos años después, tuvieron doce hijos y vivieron en 3 Tenter Street South.
En diciembre de 1876, Lawende dio testimonio en el Old Bailey en el juicio de Isaac Marks por el asesinato de Frederick Barnard. Conocía a Marks desde hace un año como cliente del Hotel Camperdown, donde cenaba los domingos y también había jugado dominó con él; dijo que el acusado tenía un extraño comportamiento.
En 1889 Lawende se naturalizó británico, anglicanizó su apellido a Lavender y con su familia se mudó a Islington. Murió en Londres a los 77 años.
Hay dos fotografías conocidas de Lawende. Una de 1899 en la boda de su hija Rose y otra de 1923 sentado en un retrato familiar. Esta última fue hecha pública por la revista en línea Ripperologist, en enero de 2008.

## Testimonio contra el Destripador
En la madrugada del 30 de septiembre de 1888, tuvieron lugar dos asesinatos atribuidos a Jack el Destripador y hoy se denomina: el «doble evento». La segunda víctima, Catherine Eddowes, fue asesinada en la Mitre Square.
Esa noche Lawende y dos amigos judíos: el carnicero Joseph Levy y el comerciante de muebles Henry Harris, asistieron al Club Imperial en Duke's Place. Afuera esperaron hasta que disminuyó la lluvia y se fueron justo después de la 1:30 a. m. (la hora había sido revisada por el reloj del club y el reloj de bolsillo de Lawende). Comenzaron a caminar por la calle Duke hacia Aldgate y a unos quince metros del club: en la estrecha entrada del pasaje de la Iglesia que conducía a la Plaza Mitre, vieron a un hombre y una mujer hablando en voz baja; ella tenía la mano en el pecho del hombre. Lawende caminó ligeramente separado de sus amigos y fue el único que observó la apariencia del hombre, pese a haberlo mirado brevemente.
En la morgue identificó a la mujer como Eddowes por su ropa. Describió al hombre como: blanco, 1.72 m de estatura, aproximadamente 30 años, tenía bigote y parecía un marino por su pantalón gris, chaqueta holgada a juego, una cervadora de tela gris y un pañuelo rojo. No creía ser capaz de identificarlo de nuevo.

### Credibilidad e importancia
La Policía Metropolitana evidentemente consideró a Lawende como un testigo importante, porque lo mantuvieron alejado de la prensa y en la investigación el solicitor dijo: «A menos que el jurado lo desee, tengo razones especiales para no dar detalles sobre la apariencia del asesino». El coroner estuvo de acuerdo y Lawende simplemente proporcionó una descripción de la ropa del hombre.
El mayor Henry Smith de la policía lo creyó un testigo creíble y quedó impresionado por el hecho de que Lawende no estaba interesado en los asesinatos de Whitechapel y no se sentía atraído por las preguntas.

## Legado
Según algunos ripperólogos, cuando el comisario Robert Anderson dijo: «la única persona que alguna vez tuvo una buena visión del asesino» se refería a Lawende, otros expertos aseguran que en realidad fue a Israel Schwartz. Las anotaciones escritas por el inspector jefe Donald Swanson en su copia de las memorias de Anderson, The Lighter Side of My Official Life (publicadas en 1910), afirman que el testigo era un hombre judío que no daría pruebas contra el sospechoso Aaron Kosminski:
«Porque el sospechoso también era judío, la evidencia lo condenaría y su testimonio sería el ahorcamiento del asesino. Lo que no deseaba tener en su conciencia... Después de esta identificación en el Seaside Home, donde había sido enviado por nosotros con dificultad, ningún otro asesinato de este tipo tuvo lugar en Londres... Al regresar el sospechoso a la casa de su hermano en Whitechapel, fue vigilado por la policía de día y de noche. En muy poco tiempo, el sospechoso con las manos atadas a la espalda, fue enviado a la workhouse de Stepney, luego a al Asilo Lunático de Colney Hatch y murió poco después. Kosminski era el sospechoso».

### Identificación de David Cohen
Actualmente se ha descubierto que Aaron Kosminski era un enfermo no violento y que la Scotland Yard lo confundió con el violento misógino Nathan Kaminsky, otro judío obrero. Lo cierto es que Lawende se negó a acusar a Kosminski, dijo que el hombre que vio era otro; al que también conocía y que no lo delataría. David Cohen, alias de Nathan Kaminsky, cumplía todos los rasgos descriptos por el comisario Anderson (como la etnia, nacionalidad, edad y el haber muerto en 1889) y encajaba en el perfil asesino.

## En la cultura popular
Lawende aparece en el videojuego de 2009 Sherlock Holmes contra Jack el Destripador.
En el episodio "What Use Our Work?" de la serie televisiva Ripper Street, de 2013, Lawende es interpretado por Linal Haft.